# La Couture-Boussey
La Couture-Boussey är en kommun i departementet Eure i regionen Normandie i norra Frankrike. Kommunen ligger i kantonen Saint-André-de-l'Eure som tillhör arrondissementet Évreux. År 2022 hade La Couture-Boussey 2 301 invånare.

## Befolkningsutveckling
Antalet invånare i kommunen La Couture-Boussey
Referens:INSEE